# Флавий Йоан
Флавий Йоан, Гибон (на латински: Flavius Ioannes, Gibbus; * Силимврия) e политик и военачалник на Източната Римска империя през края на 5 век.
От 492 до 499 г. той е magister militum praesentalis d'Oriente и участва в Исаврийската война на император Анастасий I 492 – 497 г. заедно с генерал Йоан Скита. През 498 г. има победа против исаврите при Антиохия Ламотис, пленява техния вожд Лонгин Селинунтски и го изпраща в Константинопол на Анастасий I. През 499 г. той става консул без колега (sine collega).